# 콜레인주
콜레인주(County Coleraine)는 아일랜드섬에 있던 주이다. 1583년부터 1613년까지 존재했었다. 현재는 다운 주 콜레인에 위치하고 있다.

## 설립
아일랜드 부관인 존 페로 경(Sir John Perrot)은 엘리자베스 1세의 통치 기간인 1585년에 반 강과 포일 강 사이에 콜레인 카운티를 설립했다. 존 경은 콜레인 마을에서 새로운 카운티를 관리할 계획이었다. 그 결과, 영국 당국은 타이론 인근 카운티의 데저트마틴에 새 건물을 짓기 위해 법원과 감옥을 지었다. 1611년 토마스 필립스 경(Sir Thomas Phillips)이 콜레인 카운티의 주지사로 임명되었다.